# Banus, Veracruz
Banus är en ort i Mexiko.   Den ligger i kommunen Alvarado och delstaten Veracruz, i den sydöstra delen av landet, 300 km öster om huvudstaden Mexico City. Banus ligger 35 meter över havet och antalet invånare är 222.
Terrängen runt Banus är platt. Havet är nära Banus åt nordost. Runt Banus är det mycket tätbefolkat, med 2 614 invånare per kvadratkilometer. Närmaste större samhälle är Veracruz, 16,1 km nordväst om Banus. 